# Hartwig Ludwig Christian Bacmeister
Hartwig Ludwig Christian Bacmeister (russisch Логин Иванович Бакмейстер, * 15. März 1730 im Lüdersdorfer Ortsteil Herrnburg; † 22. Maijul. / 3. Juni 1806greg. in Sankt Petersburg) war ein deutscher Historiker und Geograph sowie ein Linguist und Bibliograph.

## Leben und Wirken
Hartwig Ludwig Christian Bacmeister wuchs in einem evangelischen Pfarrhaus auf. Er war der Sohn des Pfarrers Johann Christoph Bacmeister (1680–1739) aus der alten Rostocker Linie der Bacmeister-Familie und der Anna Christine Bölte, studierte Rechtswissenschaft an der Universität Jena sowie Geschichte und Sprachwissenschaften an der Georg-August-Universität Göttingen. Anschließend war er von 1760 bis 1762 zunächst Hauslehrer in Livland. Durch Vermittlung des Geographen Anton Friedrich Büsching ging er mit seinem Vetter Johann Vollrath Bacmeister und anderen Göttinger Gelehrten (Georg Thomas von Asch, Johann Albrecht Euler, Johann Tobias Lowitz, Peter Simon Pallas) nach Sankt Petersburg. An der Russischen Akademie der Wissenschaften vertiefte er bei Gerhard Friedrich Müller und August Ludwig von Schlözer seine Kenntnisse der russischen Geschichte, Geographie und Sprache. Mit den Göttinger Kollegen entwickelte sich eine dauerhafte Zusammenarbeit und Freundschaft.
1776 ernannte man Bacmeister zum Inspektor des Gymnasiums der Wissenschaftsakademie. 1778 legte er dieses Amt nieder, um sich vollständig seinen Forschungen widmen zu können. In dieser Zeit ernannte man ihn zum Mitglied der Kaiserlichen Freien Ökonomischen Gesellschaft zu Sankt Petersburg. Einige Jahre später wurde er in Anerkennung seiner Leistung noch zum Expeditionsrat der Reichseinkünfte sowie zum kaiserlich russischen Hofrat berufen. Katharina II. ehrte Bacmeister mit dem Orden des Heiligen Wladimir.
Nach einem Frühwerk über die Universitäten zu Dorpat (estnisch: Tartu) und Pernau (estnisch: Pärnu) in Estland entstand über mehrere Jahre verteilt sein Werk über Peter den Großen sowie die Zusammenstellung und Herausgabe der Russischen Bibliothek, der ersten bibliographischen Zeitschrift Russlands. Diese Zeitschrift hatte das Ziel, jedes im Russischen Reich gedruckte Buch anzuzeigen und ohne Werturteil vorzustellen. Daneben verfasste Bacmeister gemeinsam mit anderen und vor allem mit seinen deutschen Wissenschaftskollegen verschiedene geschichtliche, geographische oder linguistische Werke. Auch setzte sich Bacmeister daran, viele seiner Werke und die von russischen, estnischen und schwedischen Wissenschaftlern in die deutsche Sprache zu übersetzen.
Eine große Hilfe bei dieser mannigfachen Aufgabe war dabei sein bereits erwähnter Vetter Johann Vollrath Bacmeister, der es als studierter Historiker in der Zwischenzeit in St. Petersburg zu einem anerkannten Bibliothekar der Akademiebibliothek und Herausgeber der St. Petersburgischen Zeitung gebracht hatte.

## Werke (Auswahl)
- Nachrichten von den ehemaligen Universitäten zu Dorpat und Pernau. Sammlung russischer Geschichte, Bd. IX, St. Petersburg, 1764
- Russische Bibliothek, zur Kenntniß des gegenwärtigen Zustandes der Literatur in Rußland, 11 Bände, St. Petersburg, Riga und Leipzig, 1772–1778[1]
- Beiträge zur Geschichte Peters des Großen, 3 Bände, Johann Friedrich Hartknoch, Riga, 1774–1784
- Beschreibung der Reise des Herrn Grafen Boris Petrowitsch Scheremetew in europäische Staaten, St. Petersburg, Leipzig und Riga, 1773,
- Kurze Geographie des russischen Reiches, Reval 1773
- Johann Joachim Bellermann/Christian Bacmeister: Bemerkungen über Russland in Rücksicht auf Wissenschaft, Kunst, Religion und andere merkwürdige Verhältnisse…, Erfurt, Kayser, 1788
- Gerhard Friedrich Müller/Christian Bacmeister (Übersetzer): Lebensbeschreibung des General-Feldmarschalls Grafen Boris Petrowitsch Scheremetew, Hartkoch, St. Petersburg, Leipzig, Riga 1789
- Andreas Botin/Christian Bacmeister (Übersetzer): Geschichte der schwedischen Nation im Grundriss, Carlbohm, Stockholm 1789
- Johann Gottlieb Georgi/Christian Bacmeister: Geographisch-physikalische und naturhistorische Beschreibung des russischen Reiches…, Königsberg 1797
- Johann Gottfried Eichhorn/Christian Bacmeister: Geschichte der neueren Sprachenkunde, Göttingen, Vandenhoeck & Ruprecht, 1807